# おたぐり

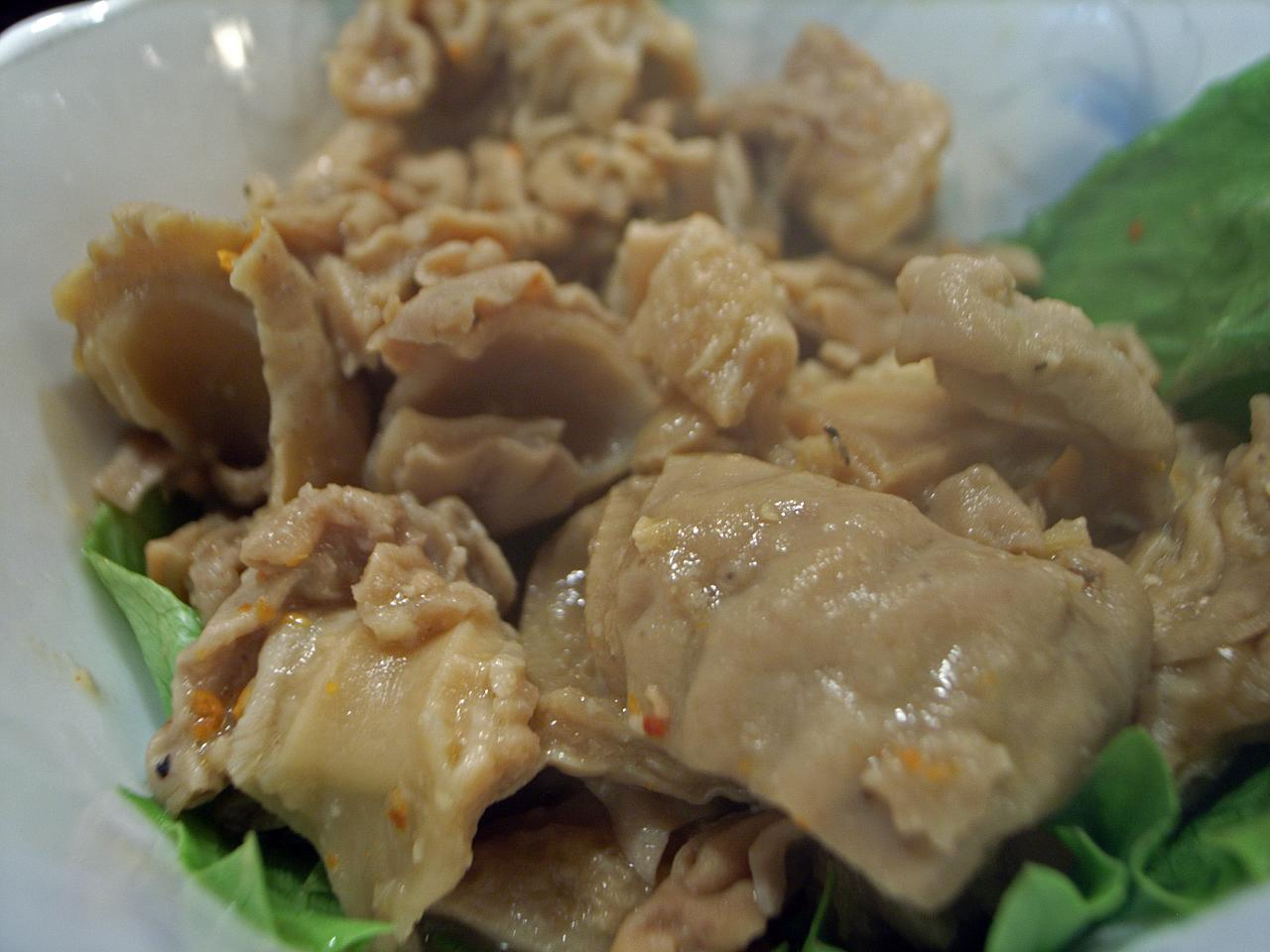
馬おたぐり

おたぐりは、長野県の伊那谷へ伝わる郷土料理。馬の腸をじっくり煮込んだもの。

## 概要
もつ煮の一種で、伊那市や飯田市が中心で、近年は上田市など他地域にもみられる。
伊那谷はかつて大和朝廷へ馬を献上していた産地であり、馬の飼育や、馬による輸送（中馬など）が盛んであった。明治時代後半に入ると伊那谷で馬の内臓を食べることが行われるようになり、大正時代へ入り飯田市松尾にあった肉屋が馬の内臓を煮て売り出した。売り出された当時は「馬の煮付け」と呼ばれていた。
調理方法としては、腸の内容物を取り出したのちに塩水などで腸を洗浄する。洗浄の際にはたわしが用いられる。その後長時間（約4～5時間）煮込まれたのち出来上がる。このときに腸を手で「たぐる」動作を取る事から「おたぐり」という名の由来となった。
独特の匂いがあり好き嫌いが分かれやすい料理である。しかし、上手に処理されたものであれば臭みが少ない。日本酒に合い、おつまみなどとして食べられる機会が多い。薬味には刻みネギ、唐辛子が用いられる。伊那市を含む上伊那地方は味噌味、飯田地方は塩味が多い。
伊那谷にある居酒屋のメニューとして提供されるほか、地元のスーパーで販売されている。また、通信販売でも購入することが可能である。